# 大口屋暁雨
大口屋暁雨（おおぐちや ぎょうう）は十八大通の筆頭といわれた江戸時代の通人。本名は大口屋治兵衛（じへえ）で家業は旧浅草区蔵前の札差。暁雨は号で後に暁翁と号す。生没年不詳。
札差株仲間が享保9年 (1724年) に結成された当時から営業している起立人の1人である。天王町組に属して43年間営業し、のち廃業している。

## 大通としての逸話
自ら通人の筆頭をもって任じる暁雨は、芝居の『助六』そっくりの風態をして吉原に遊び悦に入っていた。
黒小袖小口の紋付を着流し、鮫鞘の一腰に印籠1つ、下駄を履いて吉原大門を入ると、仲之町両側の茶屋の女房が出てきて、暁翁の着る小袖の大黒の紋を見れば、「そりやこそ福神様の御出」と、わやわや騒いだ故、いつしかこの姿を「今助六」というようになったという。
暁雨が吉原通いの際に着た大黒紋を色さしにした紋付は、二代目市川團十郎が助六をつとめたとき、杏葉牡丹を色さしにしたのを真似たのである。
70歳を越えた二代目團十郎が中村座で3度目の助六（『男文字曽我物語』）を一世一代としてつとめたとき、下桟敷の西半分は大口屋暁翁が、東半分は小田原町の魚問屋で同じく十八大通のひとり・鯉屋恋藤が買い取った。
怪力で有名で、年齢を重ねた後も着ていた小袖に米糠がかかったことに怒って米を搗いていた男の首筋を掴んで臼に押し込み杵で打ち殺そうとしたこと、蔵前町内で喧嘩をして暴れていた鳶職の男を手先を取ってねじ上げ簡単にねじ伏せてしまったことなど、数々の逸話が残っている。

## 濡衣
彼が吉原通いの際にいつも差料としていた脇差は、相当な業物であったという。ある初夏の雨の晩、吉原へ続く土手を歩いていると、ずぶ濡れの乞食坊主に出会った。暁雨が戯れに「世の中は辛いだろう。何か望みがあれば言ってみろ」と聞いたところ、坊主は「饅頭を腹一杯食べて死にたい」と答えたので、暁雨は吉原の出入の饅頭店の饅頭を蒸籠ごと買い、それを若い者に運ばせて坊主の所に戻り、「好きなだけ食べろ」と促すと坊主はたちまちの内に饅頭全部を平らげてしまった。暁雨が「ほかに望みはあるか」と聞くと坊主は「この世にいてもたいして役には立たぬ命、饅頭を腹一杯食えた今、ここで死んでも悔いはありません」と答えた。暁雨が「では、死にたければその命俺が貰おうか」と言うと坊主は「はい」と答え、目を閉じて手を合せ首を差し出したまま身動き一つしなかった。坊主の覚悟に感じ入った暁雨は一刀のもとに「水もたまらず衣の上より袈裟がけに」斬り捨ててしまった。
そして後に暁雨からこの刀を譲り受けた者がこの経緯にちなんで、この名刀を「濡衣」と命名したというのである。
しかし濡衣（ぬれぎぬ）とはそもそも「無実の罪」を意味する語であり、坊主を斬った刀の銘にはどうにもそぐわない。しかも一介の町人にすぎない暁雨が人を斬り殺して何の咎めも受けないとは考えられず、この逸話はどこまでが実話でどこからが創作なのかは至って不明である。

## 晩年
一代の豪遊を誇った大口屋暁雨も、明和4年11月（1767年12月）、伊勢屋太兵衛に札差の株を譲り廃業。晩年は落魄し、厩河岸で間口二間の侘しい住いのうちに死亡したと伝えられる。
台東区の了源寺という浄土宗の寺に大口屋暁雨の墓といわれる碑が残っている。ただし、墓碑に刻まれた死亡年月日は「享保十五年庚戌十二月八日」（1731年1月15日）となっており、この墓が実際に大口屋暁雨のものであるかどうかは疑問視されている。

## 『侠客春雨傘』
この大口屋暁雨を芝居の主人公にした歌舞伎の演目に福地桜痴作の『侠客春雨傘』（おとこだて はるさめがさ）がある。明治30年 (1897年) 4月歌舞伎座において、九代目市川團十郎の大口屋暁雨で初演された。初め小説『侠客春雨傘』（きょうかく はるさめがさ）として春陽堂書店から発行したが、好評を博したので自ら脚色して歌舞伎化した。演劇改良運動の先鋒を自負する福地は、この作品を町人の武士に対する反抗と封建社会の階級制度に対する批判とした書いたといわれるが、その実は江戸歌舞伎の伝説的存在だった大口屋暁雨を九代目たっての願いで英雄譚に仕立て上げたものに他ならなかった。初演では九代目の暁雨と七代目市川八百蔵の釣鐘庄兵衛が絶讃を博し、興行は日延に日延を重ね、空前の大入となった。またこのとき暁雨（團十郎）の差した渋蛇の目が評判となり巷に大流行した。
この九代目の暁雨はその高弟七代目松本幸四郎に継承され、今日『侠客春雨傘』は高麗屋の襲名披露興行では必ず上演されるお家芸の一つとなっている。